# Stacey Nelkin
Stacey Nelkin est une actrice américaine née le 10 septembre 1959 à New York.

## Biographie
Elle débute au cinéma dans le film de Woody Allen Manhattan en 1979. Elle s'est mariée avec Barry Bostwick de 1987 à 1991. Elle a été mariée trois fois.

## Filmographie

### Cinéma
- 1979 : Ça glisse... les filles ! (California Dreaming) de John D. Hancock : Marsha
- 1980 : Serial de Bill Persky : Marlene
- 1980 : Up the Academy de Robert Downey Sr. : Candy
- 1981 : Going Ape! de Jeremy Joe Kronsberg (en) : Cynthia
- 1982 : Halloween 3 : Le Sang du sorcier (Halloween III: Season of the Witch) de Tommy Lee Wallace : Ellie Grimbridge
- 1983 : Barbe d'or et les pirates (Yellowbeard) de Mel Damski : Triola
- 1983 : Get Crazy de Allan Arkush : Susie Allen
- 1993 : Les Intrus (Distant Cousins) de Andrew Lane : Bank Teller
- 1994 : Coups de feu sur Broadway (Bullets Over Broadway) de Woody Allen : Rita
- 1996 : Everything Relative de Sharon Pollack : Katie Kessler
- 2008 : Breaking Pattern de Ryan Kampe (court-métrage) : Joanie
- 2010 : 12 Floors Up de Chris Modoono (court-métrage) : Margot Reese
- 2015 : Dante and Beatrice: A Family Film de David Steven Simon (court-métrage) : Theresa Portinari
- 2020 : Polybius de Jimmy Kelly (court-métrage) : Officer over CB

### Télévision
- 1977 : Chips, épisode 17, saison 1 : Les autostoppeuses : Marge
- 1978 : Huit, ça suffit, épisode 24, saison 2 : Linda
- 1978 : Fish, épisode 21, saison 2
- 1978 : The Paper Chase, épisode 2, saison 1 : Tracy Ford
- 1978 : La Famille des collines, épisode 7, saison 2 : Mary Frances Conover
- 1978 : Like Mom, Like Me (TV) de Michael Pressman : Tao Wolf
- 1979 : The Triangle Factory Fire Scandal (TV) de Mel Stuart : Gina
- 1979 : The Chisholms (mini-série) : Bonnie Sue Chisholm
- 1979 : The Last Convertible (mini-série) : Sheila Garrigan
- 1980 : Children of Divorce (Les Enfants du divorce) (TV) : Andrea
- 1981 : Trapper John, M. D., épisode 11, saison 2 : Kim
- 1982 : The Adventures of Pollyanna (TV) de Robert Day : Cora Spencer
- 1983 : Sunset Limousine (TV) de Terry Hughes : Stacey
- 1984 : The Jerk, Too (TV) de Michael Schultz : Marie Van Buren
- 1984 : TLC (TV) de Will Mackenzie : Debbie Fisher
- 1984 : Simon et Simon, épisode 11, saison 4 : Linda Sanborn
- 1985 : Finder of Lost Loves (en), épisode 16, saison 1 : Donna Sinclair
- 1985 : L'agence tous risques, épisode 21, saison 3 : Lisa Perry
- 1985 : L'homme qui tombe à pic, épisode 3, saison 5 : Rhonda Payne
- 1985 : Arabesque, épisode 6, saison 2 : Cheryl Lodge
- 1985 : Insiders, épisode 6, saison 1 : Dani
- 1986 : Harry Fox, le vieux renard, épisode 17, saison 2
- 1986 : La cinquième dimension, épisode 24, saison 1 : Faith Carlson (segment "A Day in Beaumont")
- 1989 : 1st & Ten, épisode 4, saison 6 : Dr. Death's Girlfriend
- 1990 : Generations, saison 1  : Christy Russell
- 1991 : Rick Hunter, épisode 21, saison 7  : Barbara
- 1993 : Basic Values: Sex, Shock & Censorship in the 90's (TV) de Keith Alcorn et David Jablin : Patty Turner
- 1994 : Ride with the Wind (TV) de Bobby Roth : Steph
- 2009 : Fringe, épisode 18, saison 1  : Reporter